# Mir Iskoesstva

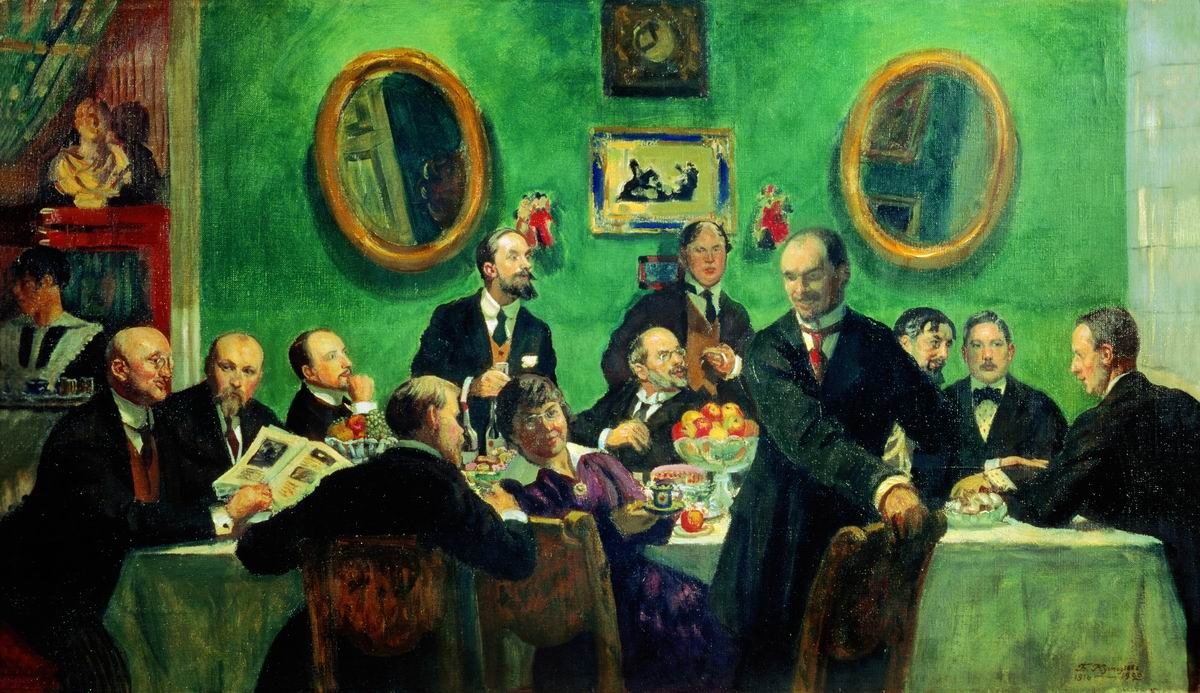
Boris Koestodiev: Groepsportret van „Mir Iskoesstva“. Tweede van links: Nikolaj Rjorich

Mir Iskoesstva (Russisch: Мир искусства; Nederlands: Wereld van de Kunst) was een Russische kunstenaarsbeweging van rond 1900. De beweging organiseerde concerten en tentoonstellingen, verzorgde lezingen over artistieke thema’s en gaf bovendien tussen 1898 en 1904 een tijdschrift uit met dezelfde naam. Als stroming had Mir Iskoesstva aan het begin van de twintigste eeuw grote invloed op het culturele leven in Rusland en daarbuiten. In het tijdschrift werd behalve aan moderne Westerse kunst ook aandacht besteed aan kunstenaars uit koloniën die zich lieten inspireren door de volkskunst, een combinatie die later de basis werd voor de Ballets Russes.

## Ontstaan
Mir Iskoesstva werd in zijn studententijd opgericht door Sergej Diaghilev, samen met Alexandre Benois, Dmitri Filosofov en Walter Nouvel en de schilder Leon Bakst. De oprichters van de ‘Wereld van de Kunst’ beschouwden zichzelf als de kosmopolieten van Sint-Petersburg. Ze geloofden dat de Petersburgse beschaving model stond voor de universele cultuur die zij nastreefden. Ze identificeerden zich met de oude aristocratie, die ze beschouwden als de schatkamer van Ruslands culturele erfenis.
Benois schreef in zijn memoires: “Uit hun klasse zijn alle grote figuren van de Russische cultuur in de achttiende en negentiende eeuw voortgekomen. Deze klasse heeft alle geneugten van de karakteristieke Russische manier van leven geschapen. Ze heeft de helden en heldinnen voortgebracht uit de romans van Poesjkin, Lermontov, Toergenjev en Tolstoj. Dit was de klasse die alles tot stand heeft gebracht dat vredig, waardig en duurzaam is en dat bedoeld is voor de eeuwigheid”. Een door hemzelf georganiseerde tentoonstelling met achttiende-eeuwse Russische portretten in het Tauridepaleis (Sint-Petersburg, 1905) omschreef hij als een “grandioze selectie uit een briljante periode van onze geschiedenis, die helaas ten einde loopt”.

## Russische renaissance

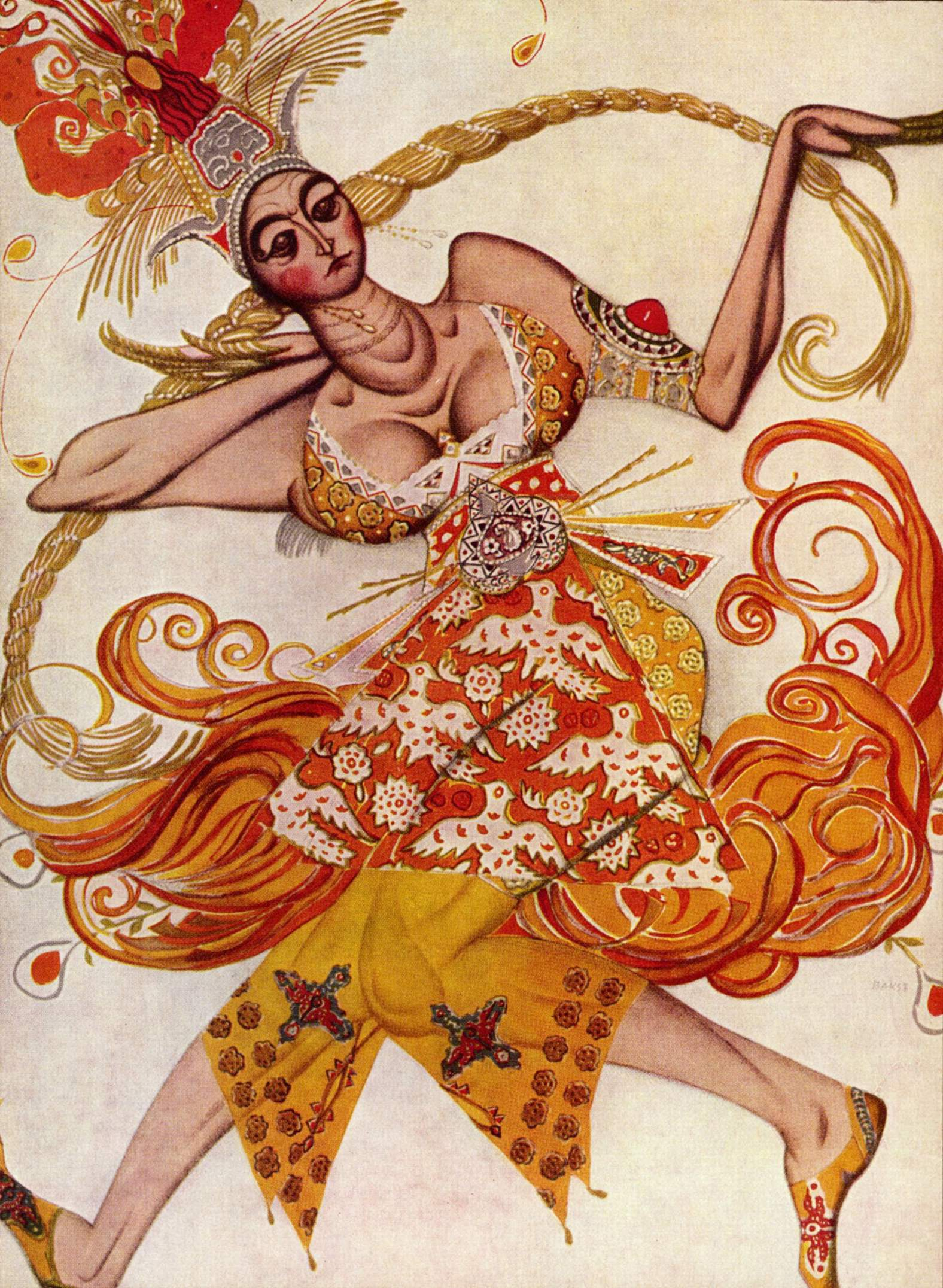
Léon Bakst: Balletfiguur voor „De Vuurvogel“ (1910), waterverf

De groep ageerde tegen de negentiende-eeuwse realistische traditie en probeerde een ouder esthetisch ideaal als uitgangspunt te nemen voor wat zij zag als Ruslands renaissance. De klassieke traditie van Sint-Petersburg was het ideaal. Dit nostalgische verlangen naar een beschaving die op het punt stond te verdwijnen kenmerkte de beweging. Benois klaagde dat het klassieke ideaal van het achttiende-eeuwse Petersburg was verkwanseld door de negentiende-eeuwse nationalisten. Er was echter ook aandacht voor nieuwe stromingen in de kunst. In 1899 richtte Diaghilev in het Stieglitz-museum te Sint-Petersburg een spraakmakende expositie in met vooral veel symbolistische en impressionistische schilderijen (onder andere Degas, Monet, Renoir), welke hij na een lange reis uit heel Europa vandaan had gehaald. De kracht van Mir Iskoesstva was uiteindelijk dat ze niet bleef steken in haar hang naar het klassieke verleden, maar vanuit deze fascinatie ook zelf tot vernieuwing kwam. In de schilderkunst uitte zich dat in het gebruik van nieuwe technieken en materialen, bijvoorbeeld waterverf, geschilderd in heldere, frisse kleuren, uiteindelijk de weg openend voor een nieuwe, eigen Russisch symbolistische stijl.

## Vernieuwing van het ballet
De ‘Wereld van de Kunst’ was bijzonder gefascineerd door het ballet, mede vanwege het aristocratische imago. Een aantal van haar meest prominente deelnemers, met name Diaghilev en Benois, zorgden later, vanaf 1908, in heel Europa voor een heropleving van het genre. Ook hier kwam het tot vernieuwing. Het ballet werd door hen opgezet als een synthese van alle kunsten en was met name ook baanbrekend op het gebied van decorontwerp (Golovin, Korovin, Nikolaj Rjorich, Gontsjarova en Malevitsj en Marc Chagall), waarbij elementen van de ‘klassieke’ primitieve kunst werden geïntegreerd. De balletten van Tsjaikovski, de laatste hofcomponist, vormden aanvankelijk een belangrijke inspiratiebron. De grootste muzikale vernieuwing kwam met ‘De Vuurvogel’ (1910) van Igor Stravinski en later ‘Le Sacre du printemps’ (1913). Als artistieke beweging was Mir Iskoesstva toen echter al geruime tijd uit elkaar gevallen. De uitgangspunten waren reeds vanaf 1905 min of meer overgenomen door de “Unie van Russische artiesten” en andere genootschappen.

## Verbonden kunstenaars

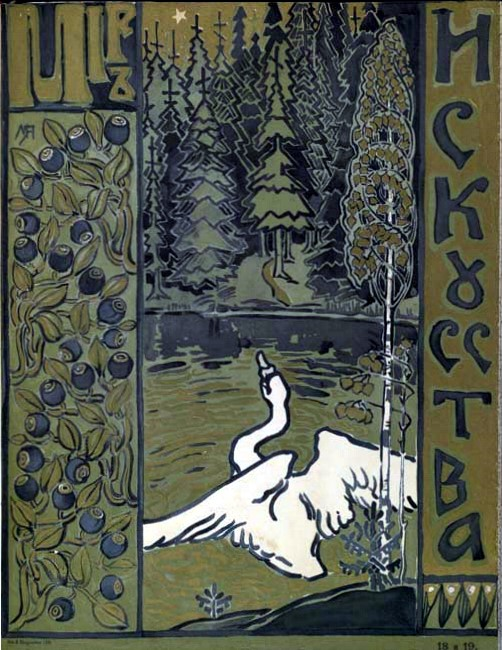
Cover Mir Iskoesstva (1899) door Jelena Polenova

- Leon Bakst
- Alexandre Benois
- Ivan Bilibin
- Viktor Borisov-Moesatov
- Sergej Diaghilev
- Mstislaw Doboezjinski
- Dmitri Filosofov
- Aleksandr Golovin
- Boris Koestodiev
- Konstantin Korovin
- Filipp Maljavin
- Michail Nesterov
- Walter Nouvel
- Koezma Petrov-Vodkin
- Nikolaj Rjorich
- Valentin Serov
- Konstantin Somov
- Igor Stravinski
- Apollinari Vasnetsov
- Michail Vroebel